# Космос-1412
Космос-1412 је један од преко 2400 совјетских вјештачких сателита лансираних у оквиру програма Космос.
Космос-1412 је лансиран са космодрома Тјуратам, Бајконур, СССР, 2. октобра 1982. Ракета-носач је поставила сателит у орбиту око планете Земље. 